# Sinfonía ''Homenaje a Pedrell''
La Sinfonía "Homenaje a Pedrell" es una sinfonía compuesta por el compositor catalán Roberto Gerhard en el año 1941 en homenaje a su antiguo profesor Felipe Pedrell. Esta sinfonía cuenta con tres movimientos, de los cuales el último movimiento se puede ejecutar de forma individual, conocido con el nombre de "Pedrelliana".

## Historia
En el año 1922, Roberto Gerhard apenado por la muerte de su profesor comienza a escribir un tributo basado en temas de la ópera sin estrenar La Celestina, compuesta por Pedrell en el año 1904.
Debido a la Guerra civil española, Gerhard se exilia en 1939 Cambridge, lugar donde compondrá la sinfonía.
En el año 1941, es el centenario del nacimiento de Felipe Pedrell, fecha que no pasa desapercibida a sus discípulos. Roberto Gerhard presenta la sinfonía a la BBC, la cual rechaza la obra y permaneció sin ejecutar hasta que en 1954 se estrena el último movimiento "Pedrelliana". El resto de movimientos permanecieron inéditos hasta 1972, año en el que fue estrenada en un estudio de transmisión de la BBC.

## Análisis

### Primer movimiento
El primer movimiento de la sinfonía es un Allegro moderato. Su forma se basa en una introducción-exposición seguida por dos largos desarrollos y una coda. 
Las tres ideas melódicas desde la introducción-exposición son: un motivo de danza de corte, una llamada de trompas en tresillos, usado extensamente a lo largo del movimiento, y una sonata de trompas para viento y metales.

### Segundo movimiento
El segundo movimiento se desarrolla en un Andante un poco adagio.
En este movimiento se puede observar la influencia por el impresionismo francés, así como la influencia de Béla Bartók o el folclorismo andaluz. La música está fuertemente relacionada con su ópera La dueña. 
El movimiento está construido desde dos de los principales párrafos, el primero basado en dos ideas melódicas andaluzas, mientras el segundo es una danza rapsódica.

### Tercer movimiento. Pedrelliana
En este movimiento reaparecen elementos presentes en el primer y segundo movimiento.
El movimiento es el movimiento más activo. Antes de la coda final, Gerhard escribe una maravillosa peroración lírica basada en el material temático del segundo movimiento, seguido de referencias cíclicas del primer movimiento.
La sinfonía cierra con reiterados trágicos acordes menores que recuerdan al acorde final del primer movimiento. Hay referencias obvias de la solitaria muerte de Felipe Pedrell en Barcelona y tal vez de la muerte de España como república.